# سرخیو مستره
سرخیو مستره (انگلیسی: Sergio Mestre؛ زادهٔ ۱۳ فوریهٔ ۲۰۰۵) بازیکن فوتبال است که در حال حاضر برای رئال مادرید سی در پست دروازه‌بان بازی می‌کند.
وی همچنین در تیم ملی فوتبال زیر ۱۷ سال اسپانیا بازی کرده است.